# Oxnö (småort)
Oxnö är en tidigare småort i Torö socken i Nynäshamns kommun i Stockholms län. Oxnö ligger på ön Oxnö och småorten omfattade öns västra strand. Vid tätortsavgränsningen 2015 visade sig att småorten vuxit samman med grannorten Svärdsö och bildat en ny tätort.